# XVIII Liceum Ogólnokształcące im. Jana Zamoyskiego w Warszawie

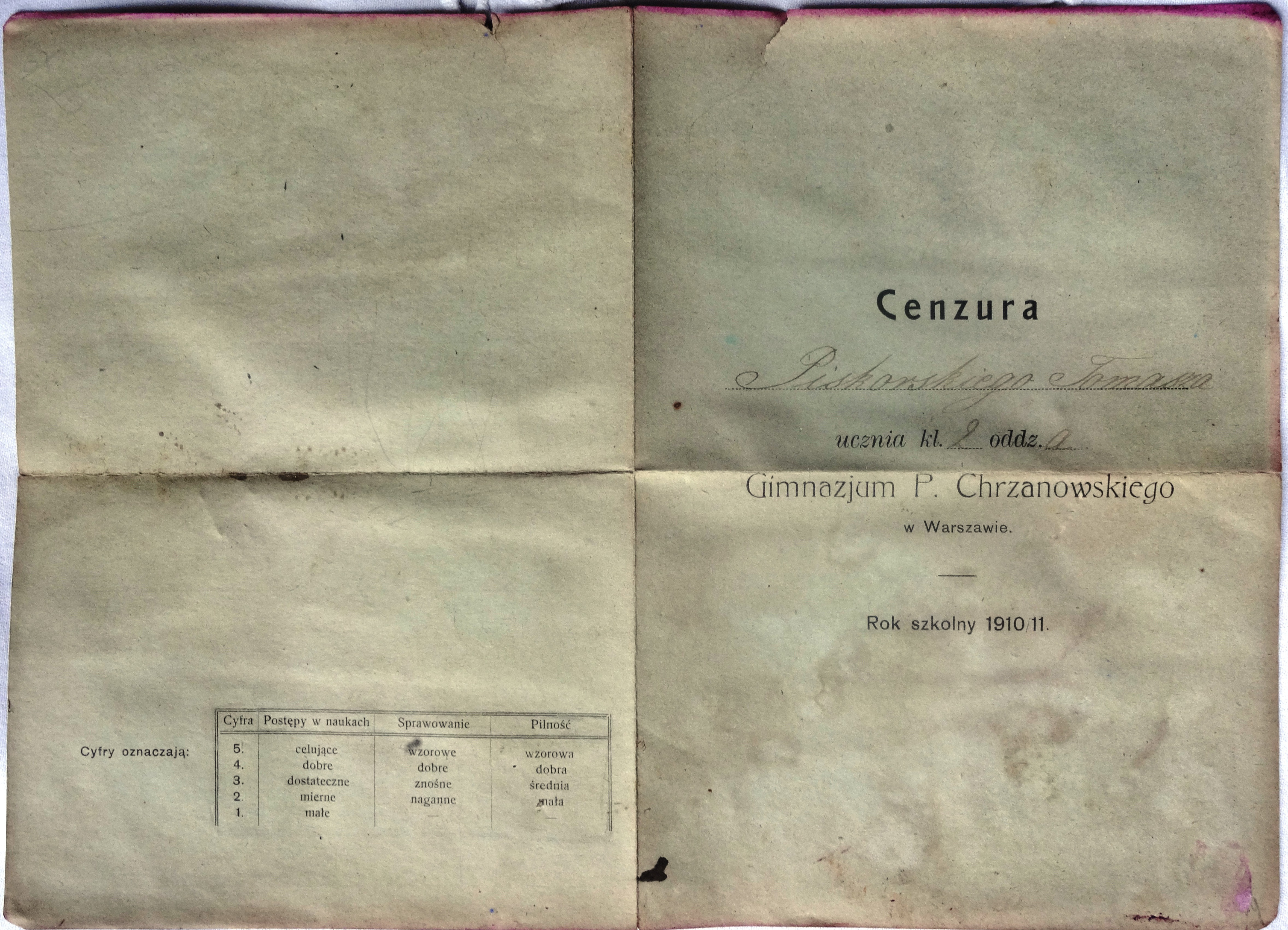
Świadectwo ukończenia 2. klasy przez Tomasza Piskorskiego w 1911 roku, gdy gimnazium nosiło imię P. Chrzanowskiego

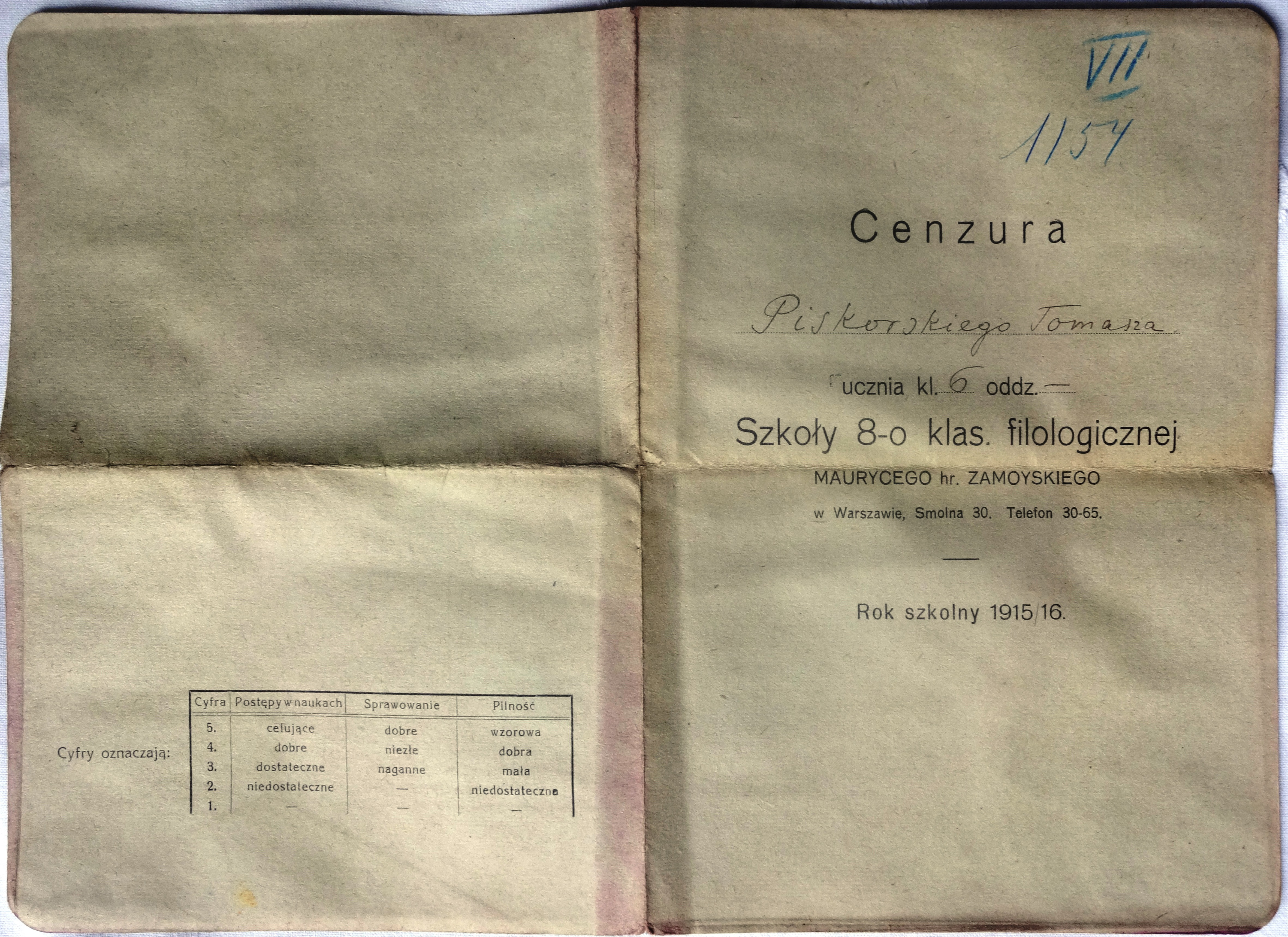
Świadectwo ukończenia 6. klasy przez Tomasza Piskorskiego w 1916 roku, gdy gimnazjum nosiło nazwę „Szkoła 8-klasowa filologiczna Maurycego hr. Zamoyskiego”

XVIII Liceum Ogólnokształcące im. Jana Zamoyskiego – jedno z najstarszych liceów ogólnokształcących w Warszawie. Znajduje się przy ul. Smolnej 30 w dzielnicy Śródmieście.

## Historia
Szkoła została utworzona w 1905 w następstwie strajku młodzieży domagającej się wprowadzenia do szkół wykładowego języka polskiego. W swojej historii szkoła występowała również pod następującymi nazwami:
- od 1905 do 30.06.1915 – Gimnazjum gen. Pawła Chrzanowskiego,
- od 30.06.1915 do 10.11.1918 – Gimnazjum Towarzystwa Szkoły Maurycego hr. Zamoyskiego,
- od 10.11.1918 – Gimnazjum Towarzystwa im. Jana Zamoyskiego[1].

W latach 1941–1944 w siedzibie liceum mieściła się Prywatna Szkoła Zawodowa dla Pomocniczego Personelu Sanitarnego w Warszawie (tzw. Szkoła dr. Jana Zaorskiego), będąca legalną formą działalności tajnego Wydziału Lekarskiego Uniwersytetu Warszawskiego.

## Dyrektorzy
- Włodzimierz Włodarski (1905–1906)
- Andrzej Sznuk (1906–1915)
- Kazimierz Król (1915–1919)
- Henryk Lipski (1919–1933)
- Jan Dąbrowski (1933–1938)
- Jan Kozicki (1938–1945)
- Józef Szumański
- Edward Filipkowski
- Jan Gad (1955–1975)
- Maria Kawecka (1975–1979)
- Halina Radomska-Pietkiewicz (1979–1990)
- Ewa Sosnowska (1990–2015)
- Edyta Ołdakowska-Dębek (2015–2021)
- Monika Owczarek (od 2021)

## Nauczyciele
- Stanisław Adamczewski – język polski
- Wacław Borowy – język polski; 1917–1919 (również absolwent szkoły z 1908)
- Stanisław Schayer – logika, propedeutyka filozofii; 1925-1928[3]
- Helena Łuczywo – język angielski (1977/1978)
- Anna Radziwiłł – historia
- Stanisław Falkowski – język polski
- Antoni Wakulicz – matematyka (1924–1927)
- Wiesław Żurawski – historia (1938–1944)

## Absolwenci (m.in.)
- matura 1906
  - Tadeusz Kotarbiński (1886-1981) – filozof – logik i etyk; profesor UW, rektor UŁ, prezes PAN przewodniczący PTF
- matura 1907
  - Mieczysław Norwid-Neugebauer (1884-1954) – generał dywizji WP; minister robót publicznych RP
  - Tadeusz Piskor (1889-1951) – generał dywizji WP; szef Sztabu Generalnego WP
- matura 1908
  - Wacław Borowy (1890-1950) – historyk literatury, krytyk literacki; profesor UW, dyrektor Biblioteki UW; w latach 1917–1919 nauczyciel w Gimnazjum, które ukończył[4]
  - Stanisław Jackowski (1887-1951) – rzeźbiarz; twórca pomnika Jana Kilińskiego w Warszawie[5]
- matura 1909
  - Antoni Bogusławski (1889-1956) – poeta, pisarz, tłumacz; podpułkownik WP, wiceprezes TLiDP[6]
  - Zbigniew Drzewiecki (1890-1971) – pianista i pedagog; rektor PWSM w Krakowie, profesor PWSM w Warszawie
  - Wacław Jędrzejewicz (1893-1993) – działacz niepodległościowy, dyplomata, polityk i historyk; minister Wyznań Religijnych i Oświecenia Publicznego RP
  - Tadeusz Kasprzycki (1891-1978) – generał dywizji WP; minister Spraw Wojskowych RP
  - Konrad Libicki (1891-1980) – polski żołnierz i dyplomata, poseł polski w Estonii, naczelny dyrektor Polskiego Radia w latach 1938–1939, współzałożyciel i wiceprezes Instytutu Józefa Piłsudskiego w Londynie.
  - Mieczysław Rogalski (1889-1952) – dyplomata[7]
  - Jerzy Rutkowski (1890-1972) – chirurg; ordynator szpitala im. Dzieciątka Jezus, profesor chirurgii na UŁ[8]
- matura 1910
  - Stanisław Długosz (1892-1915) – poeta, oficer I Brygady Legionów; zginął w walce z Rosjanami[9]
  - Bronisław Mańkowski (1891-1991) – inżynier, przedsiębiorca, Sprawiedliwy wśród Narodów Świata
- matura 1911
  - Julian Ejsmond (1892-1930) – poeta i bajkopisarz
  - Tadeusz Milewski (1891–1940) – lekarz, oficer, działacz niepodległościowy
  - Tadeusz Pełczyński (1892-1985) – generał brygady WP; szef polskiego wywiadu i kontrwywiadu, szef sztabu KG AK
  - Melchior Wańkowicz (1892-1974) – pisarz, dziennikarz; reportażysta i publicysta
- matura 1912
  - August Zamoyski (1893-1970) – rzeźbiarz
- matura 1913
  - Kazimierz Kuratowski (1896-1980) – matematyk; profesor UW, wiceprezes PAN[10]
  - Janusz Woliński (1894-1970) – historyk; profesor UW[11]
- matura 1914
  - Stanisław Pietrzyk (1895–1965) – podpułkownik piechoty Wojska Polskiego
  - Wacław Śniechowski (1895–1931) – major artylerii Wojska Polskiego, kawaler Virtuti Militari
- matura 1916
  - Mieczysław Jakubowski (1896–1963) – prawnik, poseł na Sejm z ramienia Związku Ludowo-Narodowego i Stronnictwa Narodowego
- matura 1919
  - Tadeusz Manteuffel (1902-1970) – historyk – mediewista; żołnierz AK; profesor UW, prorektor UW, twórca IH PAN[12]
- matura 1920
  - Tadeusz Semadeni (1902-1944), sędzia, organizator Polskiego Związku Pływackiego
- matura 1921
  - Zbigniew Stypułkowski (1904-1979) – polityk, adwokat; wraz z innymi przywódcami polskiego państwa podziemnego sądzony w procesie szesnastu
- matura 1922
  - Jan Mosdorf (1904-1943) – prezes przedwojennej Młodzieży Wszechpolskiej, więzień Oświęcimia[13]
  - Stanisław Wigura (1903-1932) – konstruktor lotniczy i lotnik; wraz z Franciszkiem Żwirką zwyciężył w Challenge 1932
- matura 1924
  - Jerzy Giedroyc (1906-2000) – publicysta, polityk; założyciel Instytutu Literackiego w Rzymie, wydawca i redaktor naczelny Kultury
- matura 1925
  - Stefan Kieniewicz (1907-1992) – historyk; profesor UW, członek PAN
  - Władysław Pieńkowski (1907-1991) – architekt
  - Konstanty Régamey (1907-1982) – polsko-szwajcarski kompozytor, krytyk muzyczny i indolog[14]
- matura 1926
  - Marek Sadzewicz (1907-1975) – pisarz, autor książek historycznych[15]
- matura 1927
  - Jerzy Andrzejewski (1909–1983) – pisarz; prozaik, publicysta, felietonista
  - Jerzy Zagórski (1907-1984) – poeta, eseista i tłumacz[16]
- matura 1928
  - Juliusz Wiktor Gomulicki (1909-2006) – edytor, historyk i eseista, varsavianista
- matura 1930
  - Stanisław Kryński (1912-1967) – filolog-anglista, krytyk literacki i tłumacz[17]
- matura 1931
  - Bolesław Piasecki (1915-1979) – polityk[18]
- matura 1932
  - Witold Małcużyński (1914-1977) – pianista; laureat Konkursu im. Fryderyka Chopina
  - Krzysztof Poklewski-Koziełł (1914-2006) – prawnik, adwokat, obserwator procesu norymberskiego głównych hitlerowskich zbrodniarzy wojennych, przez blisko 50 lat sekretarz redakcji miesięcznika Państwo i Prawo
- matura 1939
  - Zygmunt Kiszkurno (1921-2012) – strzelec sportowy, lekarz i wojskowy, olimpijczyk z Melbourne
  - Andrzej Samsonowicz (1922-1944) – dowódca plutonu w batalionie „Zośka”, poległ w Powstaniu; odznaczony Virtuti Militari
- matura 1940
  - Wacław Bojarski (1921-1943) – poeta; zmarł w wyniku ran odniesionych podczas strzelaniny z Niemcami przy składaniu wieńca pod pomnikiem Kopernika w 400. rocznicę śmierci astronoma
  - Wojciech Przanowski (1922-1962) – uczestnik Powstania Warszawskiego, inżynier-mechanik, syn inż. Stefana Przanowskiego
- matura 1942
  - Zbigniew Łoskot (1922-1997) – malarz i grafik[19]
- matura 1951
  - Jerzy Łojek (1932-1986) – historyk[20]
- matura 1957
  - Andrzej Kłossowski[21] (1938-1997) – bibliotekoznawca, edytor; profesor UMK w Toruniu, wicedyrektor Biblioteki Narodowej
- matura 1960
  - Jan Bielecki (zm. 2001) – informatyk, autor podręczników do nauki programowania; członek komitetu standaryzacyjnego ANSI C
  - Łukasz Turski – fizyk i popularyzator nauki
- matura 1966
  - Małgorzata Braunek – aktorka
  - Jerzy Rubach – językoznawca – fonolog, anglista; profesor UW oraz Uniwersytetu w Iowa (USA)
  - Cezary Skubiszewski(inne języki) – kompozytor, zamieszkały w Australii od 1974
- matura 1967
  - Anna Chodakowska – aktorka
- matura 1969
  - Jacek Dobaczewski – fizyk; profesor UW, członek honorowy (Fellow) Amerykańskiego Towarzystwa Fizycznego
  - Dariusz Szpakowski – komentator i dziennikarz sportowy
  - Maria Winiarska – aktorka
- matura 1978
  - Michał Rutkowski – ekonomista[22]
  - Piotr Siciński(inne języki) – biolog prowadzący badania nad rakiem w Uniwersytecie Harvarda[23]
- matura 1979
  - Robert Gwiazdowski – prawnik i ekonomista
  - Małgorzata Omilanowska – historyczka sztuki[24]
  - Bogusław Winid – dyplomata
- matura 1986
  - Marcin Kydryński – dziennikarz muzyczny, kompozytor, podróżnik i fotograf[25]
- matura 1988
  - Magda Masny – współprowadząca teleturniej Koło Fortuny
- matura 1991
  - Wojciech Muszyński – historyk
- matura 1992
  - Marcin Borski – sędzia piłkarski
- matura 1994
  - Adam Leszczyński – dziennikarz
- matura 1995
  - Piotr Morawski (1976-2009) – himalaista, chemik; zdobywca 6 ośmiotysięczników; adiunkt na Wydziale Chemicznym PW
- matura 2012
  - Rafał Masny – twórca internetowy
- matura 2017
  - Julia Wieniawa-Narkiewicz (ur. 1998) – aktorka, wokalistka, influencerka

### Znani uczniowie, którzy zdawali maturę w innych szkołach
- Jan Heine (1889–1973) – podpułkownik dyplomowany artylerii Wojska Polskiego, kawaler Orderu Virtuti Militari
- Ignacy Skorupka (1893-1920) – ksiądz; kapelan wojskowy, zginął pod Ossowem w walkach z bolszewikami[26]
- Jerzy Stempowski (1893-1969) – eseista, krytyk literacki, wolnomularz[27]
- Kazimierz Leśniewski (1897–1957) – major artylerii Wojska Polskiego, kawaler Orderu Virtuti Militari
- Tomasz Piskorski (1898-1940) – działacz harcerski, p.o. Naczelnika Harcerzy w 1936 roku, zginął w Charkowie.
- Jerzy Ficowski (1924-2006) – poeta, prozaik, tłumacz, żołnierz AK, znawca folkloru żydowskiego i cygańskiego[28].
- Zbigniew Godlewski ps. Zdzisław Gozdawa (1910-1990) – literat, autor tekstów piosenek; dyrektor teatru „Syrena”[29]
- Agata Passent (ur. 1973) – dziennikarka[30]
- Artur Górski (1970-2016) – polityk, nauczyciel akademicki, publicysta, poseł na Sejm V, VI i VII kadencji.